# ۸۶۳ (خورشیدی)
۸۶۳ هشتصد و شصت و سومین سال هجری خورشیدی است.